# Vito Acconci
Vito Acconci, född 24 januari 1940 i Bronx i New York, död 27 april 2017 på Manhattan i New York, var en amerikansk designer, landskapsarkitekt, performancekonstnär inom genren body art samt installationskonstnär. Vito Acconci uppmärksammades först som poet på 1960-talet. Acconci finns representerad vid Moderna Museet i Stockholm.